# Динамо (футбольный клуб, Московская область)
«Динамо» — советский футбольный клуб из Московской области. Основан не позднее 1947 года. Последнее упоминание в 1955 году.
Матч Кубка СССР 1949 команда проводила на стадионе «Труд» Подольска.

## Достижения
- В чемпионате СССР — 6-е место в зональном турнире второй группы (1948).
- В кубке СССР — поражение в 1/2 зонального финала (1949).

## Известные игроки
- Поставнин, Николай Васильевич — заслуженный тренер РСФСР.
- Радикорский, Всеволод Константинович.